# Cler

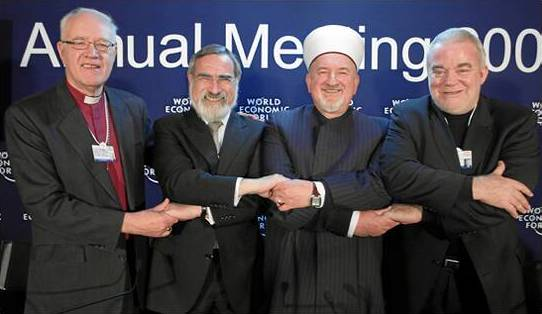
Cler

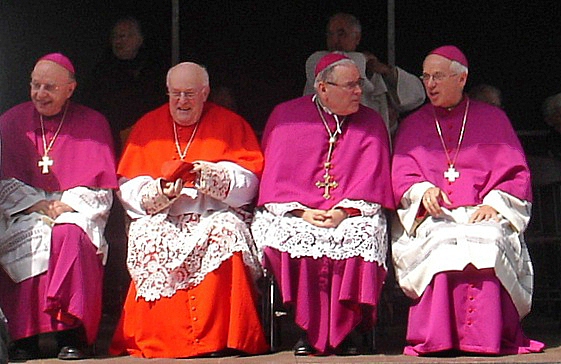
Episcopi belgieni

Clerul este un termen generic ce desemnează ierarhia formală dintr-o anumită religie. Provine din cuvântul grec κληρος (un lot, ceea ce este ales prin lot sau, în sens metaforic, moștenire). În funcție de doctrina religiei, clerul are de obicei grijă de aspectele ritualurilor vieții religioase, învață sau ajută la răspândirea doctrinei și practicilor religiei respective. Adesea, au de-a face cu evenimente din ciclul vieții, cum sunt nașterea, botezul, circumcizia, majoratul, căsătoria sau moartea. Clerul celor mai multe religii funcționează atât în interiorul cât și în afara clădirilor de cult și poate fi găsit lucrând în spitale, infirmerii, misiuni, armate, etc.
Există o diferență semnificativă între cler și teologi; clerul are îndatoririle de mai sus, în timp ce teologii sunt învățați în ale religiei și teologiei și nu fac parte neapărat din cler. I.e. o persoană laică poate fi teolog. Desigur că cele două domenii se suprapun adesea. În unele confesiuni, statutul de clerici este rezervat bărbaților. În altele, atât bărbații cât și femeile pot face parte din cler.
În multe țări, clerul este protejat de legi speciale sau chiar finanțat de stat, în unele cazuri, dar de obicei sunt sprijinite financiar de membrii religiei, prin donații.
În Creștinism există o gamă largă de ranguri oficiale și neoficiale în cler, printre care diaconi, preoți, monahi etc. În Islam, liderii religioși se numesc imam sau ayatollah, iar în Iudaism, rabini.